# Hammersmith
Hammersmith là một trung tâm đô thị thuộc Khu Hammersmith và Fulham về phía tây Luân Đôn, Anh, Vương quốc Liên hiệp Anh và Bắc Ireland, cách khoảng 5 dặm (8 km) về hướng tây của Charing Cross ở bờ bắc sông Thames. Hammersmith là một trong những trung tâm thương mại vận chuyển chính của Luân Đôn, là trung tâm việc làm, nơi có các văn phong của công ty đa quốc gia, gần các trạm thuộc hệ thống giao thông ngầm, trạm xe buýt và mạng lưới đường sá.